# 北アイルランド法 (法令)
北アイルランド法（きたアイルランドほう、英: Northern Ireland Act）とは、北アイルランドに関連した法律についてイギリスで使われる呼称である。

## 一覧
- 北アイルランド法 (1974年)
- 北アイルランド法 (1998年)
- 北アイルランド（独立監視委員会等）法 (2003年)（英語版）
- 北アイルランド法 (2006年)（英語版）
- 北アイルランド（雑則）法 (2006年)（英語版）
- 北アイルランド（聖アンドルーズ合意）法 (2006年)（英語版）
- 北アイルランド（聖アンドルーズ合意）法 (2007年)（英語版）
- 北アイルランド法 (2009年)（英語版）
- 北アイルランド（雑則）法 (2014年)（英語版）